# 1811年逝世人物列表
下面是1811年逝世的知名人士列表。
1811年逝世人物列表：1月 - 2月 - 3月 - 4月 - 5月 - 6月 - 7月 - 8月 - 9月 - 10月 - 11月 - 12月

## 1月

### 1日
- 約翰·布勞恩，德國小提琴家和作曲家
- 弗蘭齊斯卡·馮·霍恩海姆，符騰堡公爵卡爾·尤金的第二任妻子

### 2日
- 湯瑪斯·羅德尼，美國律師和政治家

### 8日
- 撒母耳·斯托裡，荷蘭海軍上將
- 弗朗西斯·布爾喬亞，英國畫家和藝術品轉銷商
- 弗里德里希·尼古拉，德國出版商和作家

### 10日
- 瑪麗-約瑟夫·切尼爾，法國詩人

### 11日
- 老約翰·克利斯蒂安·史塔克，德國婦科醫生、精神科醫生和大學講師

### 12日
- 查理斯·阿道夫·凱撒，德國哲學家

### 16日
- 歐根·馮·赫希菲爾德，德國軍官和自由戰士

### 21日
- 讓-法蘭索瓦·查爾格林，法國建築師

### 23日
- 萊昂納多·安東內利，義大利天主教會紅衣主教

### 26日
- 克裡斯托夫·喬治·路德維希·邁斯特，德國改革宗神職人員、神學家和讚美詩作家
- 約翰·湯瑪斯·路德維希·威爾斯，德國神學家

### 27日
- 約翰·弗里德里希·馮·巴登弗萊斯，丹麥少將
- 弗里德里希·戈特利布·坎茨勒，德國經濟學家、歷史學家和地理學家
- 湯瑪斯·賈米森，新南威爾士州的英國醫生

### 31日
- 漢斯·莫里茨·馮·布呂爾，撒克遜貴族和莊園主，翻譯和繪圖員，後來是普魯士高速公路的負責人

## 2月

### 1日
- 弗雷德里克·馬里齊，法國騎兵將軍

### 3日
- 約翰·貝克曼，德國經濟學家、農民、技術專家和大學講師

### 5日
- 伊莉莎·帕森斯，英國作家

### 6日
- 撒母耳·麥金太爾，美國建築師和雕塑家

### 7日
- 卡爾·弗裡德里希·埃哈德·馮·萊加特，普魯士工程兵團中將

### 8日
- 弗里德里希·利奧波德·馮·魯茨，普魯士中將

### 9日
- 約瑟夫·馬什，美國軍方和政治家
- 内维尔·马斯基林，英國數學家和天文學家

### 11日
- 克利斯蒂安·阿爾佈雷希特·馮·基爾曼塞克，德國法學家，歌德的兒時玩伴，梅克倫堡公國法院和地區法院院長

### 24日
- 第五代卡迪根伯爵詹姆斯·布魯德內爾，英國貴族和政治家
- 約翰·喬治·赫爾曼·沃伊特，德國管風琴家和作曲家

### 25日
- 安德列亞斯·梅裡安-伊瑟林，瑞士政客

### 26日
- 馬特奧·德·托羅·讚布拉諾和烏雷塔，智利總督兼第一屆政府軍政府主席

### 27日
- 安德列亞斯·布拉特，瑞典數學家和天文學家
- 約瑟夫·萊特格布，奧地利圓號演奏家

## 3月

### 1日
- 雅各·克裡斯托夫·謝爾布，瑞士政客

### 3日
- 弗裡德里希·海因里希·威格斯，德國植物學家和醫生

### 4日
- 吉爾斯-路易·克雷蒂安，Physionotrace 的發明者
- 马里亚诺·莫雷诺，阿根廷律師和政治家

### 6日
- 卡爾·路德維希·馮·辛岑斯特恩，瑞典少將
- 弗朗西斯科·哈威爾·德·利扎納·博蒙特，墨西哥大主教和新西班牙總督
- 恩斯特·克裡斯托夫·施泰因豪斯（Ernst Christoph Steinhäußer），Durlach 和 Wardein 市長
- 迪米特裡奧斯·瓦魯查斯，希臘自由鬥士

### 12日
- 猶大·萊布·本-澤耶夫，加利西亞猶太現代希伯來語言學家、詞典編纂者、聖經學者和詩人

### 13日
- 沃爾夫岡-查理斯·德·金金斯，瑞士政治家
- 弗朗茨·保羅·馮·赫伯特，奧地利藝術贊助人

### 14日
- 第三代格拉夫頓公爵奧古斯都·菲茨羅伊，英國首相。

### 17日
- 約瑟夫·馬伯格，蒂羅爾自由鬥士和司法官員

### 19日
- 弗蘭齊謝克·亞當·米卡，捷克作曲家

### 20日
- 凱利的查理斯·厄斯金，義大利-蘇格蘭教廷紅衣主教

### 22日
- 羅伯特·馬里恩，美國政治家

### 24日
- 卡爾·弗里德里希·馮·布呂塞維茨，普魯士騎兵軍官，最後一位團長和中將
- 阿爾佈雷希特·克裡斯托夫·凱澤，雷根斯堡 Thurn und Taxis 宮廷的圖書管理員、作家和歷史學家

### 26日
- 揚·弗雷德里克·范·貝克·卡爾科恩，荷蘭數學家、天文學家和大學講師

### 29日
- 菲力浦·阿爾佈雷希特·克裡斯特費爾斯，德國牧師

### 31日
- 克裡斯托夫·施泰德勒，德國制帽師和詩人

## 4月

### 1日
- 約翰·格奧爾格·馮·安哈爾特-德紹，安哈爾特-德紹親王，將軍

### 2日
- 湯瑪斯·德·菲格羅亞，西班牙軍官，智利保皇黨政變領導人

### 3日
- 彼得·約瑟夫·維爾哈根，佛蘭德畫家

### 4日
- 瑪麗·沃芬頓，愛爾蘭社交名媛[1]
- 約翰·卡斯帕·海菲利，瑞士神學家和教師

### 5日
- 羅伯特·雷克斯，英國社會改革家

### 7日
- 多西特·奧布拉多維奇，塞爾維亞作家、哲學家、教育家和大眾啟蒙者
- Garsevan Chavchavadze，喬治亞政治家和外交官

### 8日
- 何塞·馬丁內斯·德·阿爾杜納特，智利主教和第一屆政府軍政府成員
- 克裡斯托夫·戈特利布·馮·莫爾，德國學者

### 11日
- 約翰·海因里希·阿爾伯特·馮·多貝里茨，普魯士第18步兵團少將

### 14日
- 海因里希·赫爾曼·弗雷塔格，德國-荷蘭管風琴製造商

### 15日
- 卡羅琳·魯道夫，德國教育家、詩人和作家

### 17日
- 理查德·贝奇
- 約翰·海因里希·舒勒，德國企業家，印花布製造商

### 18日
- 西奧多·古斯塔夫·哈德，德國新教神學家

### 19日
- 約翰·海因里希·克利斯蒂安·埃爾克斯萊本，德國法律學者
- 約翰·康拉德·菲舍爾，瑞士企業家

### 24日
- 安舍爾·赫茲，Klevisch-Mark 猶太人的首席校長

### 25日
- 弗朗西斯·達納，美國律師和政治家

### 27日
- 弗里德里希·西奧多·林克，德國新教神學家、哲學家、大學講師
- 奧布萊恩·史密斯，美國政治家

### 28日
- 約翰·巴蒂斯特·德雷克斯勒（Johann Baptist Drechsler），奧地利畫家
- 雅克-安德列·埃梅裡，法國神職人員，蘇爾皮克人高級將軍

### 30日
- 喬治·路德維希·馮·科勒·班納，丹麥將軍和波美拉尼亞地主
- 伊萬·安德列耶維奇·奧斯特曼，俄羅斯外交官、政治家和帝國副總理

### 日期不詳
- 以撒克魯克香克，蘇格蘭漫畫家和水彩畫家
- 芭芭拉·普洛耶，奧地利鋼琴家

## 5月

### 1日
- 菲力浦·佩爾，美國政治家

### 3日
- 约翰·弗雷泽，蘇格蘭托兒所
- 約翰·雅各·馮·派特庫爾，愛沙尼亞省貴族元帥

### 4日
- 尼古拉·卡緬斯基，俄國將軍
- 海因里希·戈特弗里德·鮑爾，德國法律學者

### 5日
- 羅伯特·米爾恩，蘇格蘭建築師和土木工程師
- 漢斯·雅各·立達，瑞士企業家和謀殺案受害者

### 7日
- 理查·坎伯蘭，英國劇作家和行政人員

### 15日
- 弗朗索瓦·阿馬布爾·魯芬，法國步兵將軍

### 16日
- 約翰·卡爾·利奧波德·馮·拉裡施，普魯士中將
- 弗朗索瓦·讓·韋萊（François Jean Werlé），準將

### 19日
- 恩斯特·阿哈隨魯斯·海因里希·馮·萊恩多夫，普魯士皇家張伯倫和普魯士的Landhofmeister

### 27日
- 讓-巴蒂斯特·薩爾梅，法國師長

### 28日
- 第一代梅尔维尔子爵亨利·邓达斯，蘇格蘭政治家和法學家
- 弗朗茨·龐培，德國圖書印刷商和出版商

## 6月

### 1日
- 安托萬·路易士·弗朗索瓦·德·貝齊亞德，法國貴族

### 5日
- 路易士·蒙托耶，奧地利建築師

### 7日
- 喬治·路德維希·斯伯丁，德國語言學家

### 10日
- 卡爾·弗里德里希，巴登侯爵；巴登選帝侯；巴登大公

### 15日
- 約瑟夫·埃斯梅納德，法國作家、政治家、劇作家和法蘭西學院院士

### 19日
- 塞缪尔·蔡斯，美國獨立宣言的法官和簽署人

### 21日
- 約翰·格奧爾格·弗裡德里希·馮·愛因西德爾，撒克遜政治家

- 尼古拉·托倫蒂諾·德·阿爾梅達，葡萄牙詩人，巴羅克晚期諷刺作家
- 約翰·馬蒂亞斯·科拉賓斯基，教師、地形學家和作家
- 讓-安德列·瓦萊托，法國準將

### 24日
- 菲力浦斯·懷特，美國政治家

### 26日
- 胡安·阿爾達瑪，墨西哥叛亂和革命者
- 伊格納西奧·阿連德，墨西哥獨立鬥士
- 何塞·馬里亞諾·希門尼斯，墨西哥革命者
- 曼努埃爾·聖瑪麗亞，新萊昂州州長，墨西哥獨立戰爭叛亂

## 7月

### 2日
- 威廉·查默斯，瑞典商人，瑞典東印度公司董事

### 6日
- 弗里德里希·威廉·馮·圖勒邁耶，普魯士外交官兼司法部長

### 8日
- 恩格爾伯特·克呂普費爾，天主教神學家

### 14日
- 約翰·威廉·克裡斯托夫·馮·阿舍伯格，普魯士軍官和公務員
- 皮埃爾·勞洪（Pierre Laujon），法國作家、劇作家、香頌尼爾和法蘭西學院院士

### 17日
- 克利斯蒂安·施庫爾，德國植物學家

### 19日
- 拉斐爾·比恩維努·薩巴蒂爾，法國醫生
- 克利斯蒂安·戈特希爾夫日，德國歌唱家和作曲家

### 20日
- 讓-法蘭索瓦·德·布爾戈因，法國外交官和作家
- 漢斯·克裡斯托夫·路德維希·馮·德·穆爾貝，普魯士皇家少將和第16步兵團的最後指揮官

### 23日
- 亞伯拉罕·艾布拉姆森，德國獎牌得主和造幣廠大師
- Wilhelm René de l'Homme de Courbière，法國血統的普魯士陸軍元帥和西普魯士總督

### 27日
- 第二代湯森德侯爵喬治·湯森德，英國貴族和政治家

### 28日
- 海因里希·約瑟夫·馮·科林，奧地利作家

### 29日
- 理查·巴切，美國早期的郵政服務部長
- 第五代德文郡公爵威廉·卡文迪許，英國貴族

### 30日
- 米格尔·伊达尔戈·伊·科斯蒂利亚，墨西哥民族英雄，独立战烈士。[2]
- 傑姆·貝爾徹，英國拳擊手

### 31日
- 康拉特·波珀特，德國本篤會修道士、牧師和作家

## 8月

### 2日
- 卡爾·西格蒙德·馮·海因斯基，普魯士皇家少將
- 威廉·威廉姆斯，康涅狄格州出席大陸會議代表，美國獨立宣言簽署人

### 7日
- 魯道夫·馮·奧托，奧地利將軍

### 10日
- 威廉·路德維希·霍施，德國虔誠神學家和讚美詩作家

### 12日
- 第六代从男爵约翰·阿克顿爵士，那不勒斯首相

### 13日
- Hinrich Just Müller（辛里希·賈斯特·穆勒），德國管風琴製造商

### 14日
- 奧托·萊因霍爾德·路德維希·馮·昂根-斯滕伯格，波蘭侍從和特使以及愛沙尼亞船東和土地擁有者

### 15日
- 雅各·克利斯蒂安·施洛特貝克，符騰堡公國的德國肖像畫家和雕刻師

### 16日
- 約翰·格哈德·哈克，德國畫家和雕刻家

### 18日
- 約翰·海因里希·臧，德國巴羅克作曲家

### 20日
- 佈雷索維茨的龐培·布里吉多，蒂米什·巴納特省行政長官、的里雅斯特省長兼軍事指揮官
- 摩西·布丁，Oberhof代理商和卡塞爾一家銀行的創始人
- 多蘿西婭·溫德林，德國女高音歌唱家和作曲家

### 21日
- 積及·路德維希·馮·格拉佩，普魯士皇家官員、地區行政長官和商會主席
- 芭芭拉·茲敦克，正義的受害者

### 24日
- 老約翰·亞當·尼珀，德國建築師和建築商

### 26日
- 托马斯·菲茨西蒙斯，美國商人

### 27日
- 約瑟夫·克萊，美國政治家
- 讓-巴蒂斯特·休特（Jean-Baptiste Huet），法國畫家

### 30日
- 喬治·路德維希·埃吉迪烏斯·馮·科勒，普魯士軍官，最後一位騎兵將軍
- 蜜雪兒·奧德納，法國將軍和參議員
- 約翰·威廉·帕爾姆斯特魯克，瑞典軍人、製圖員、雕刻師

### 31日
- 路易·安托万·德·布干维尔，法國航海家、軍事指揮官

## 9月

### 2日
- 卡爾·戈特弗里德·巴爾道夫，德國採礦工程師

### 3日
- 伊格納茲·弗蘭茨爾，德國作曲家、指揮家、小提琴家和中提琴家

### 4日
- 布克霍維登的弗雷德里克，德國波羅的海將軍
- 松村吴春，日本畫家

### 6日
- 喬治·科斯，丹麥古典語言學家
- 約翰·格奧爾格·萊曼（Johann Georg Lehmann），德國大地測量師和製圖師

### 7日
- 詹姆斯·斯隆，美國政治家

### 8日
- 彼得·西蒙·帕拉斯，德國動物學家
- 安德列·薩哈羅夫，俄羅斯建築師

### 12日
- 安東·西奧多·馮·科洛雷多，奧洛穆茨大主教；羅馬天主教會樞機主教

### 13日
- 漢斯·莫森，德國農民和天文學家

### 14日
- 約翰娜·勒夫布拉德，瑞典演員、歌手

### 16日
- 雅各·亞當，奧地利雕刻師
- 喬治·弗里德里希·馮·迪特默，德國商人和銀行家

### 17日
- 安娜·瑪格麗莎·茲萬齊格，德國連環殺手

### 18日
- 安德列·里戈，海地政治家
- 讓·特倫布利，瑞士數學家和哲學家

### 21日
- 三浦按針，英國政治家
- 斐迪南德·蒂格，奧地利騎兵將軍兼宮廷戰爭委員會主席

### 22日
- 威廉·萊曼，美國政治家

### 24日
- 威廉·戈特利布·弗里德里希·貝特勒，德國數學家和天文學家

### 26日
- 克利斯蒂安·弗裡德里希·馮·馬泰，德國古典語言學家

### 27日
- 埃茲拉·霍梅迪厄（Ezra L'Hommedieu），美國政治家

### 28日
- 埃莉諾·卡爾弗特，瑪莎·華盛頓的兒媳

### 30日
- 瑪麗·科克，英國貴族和日記作家
- 湯瑪斯·珀西，英國德羅莫爾主教和詩人

### 日期不詳
- 烏爾里希·賈斯珀·塞岑，德國探險家

## 10月

### 2日
- 佩特魯斯·尼古拉斯·加吉尼，瑞士泥水匠

### 3日
- 海因里希·根茨（Heinrich Gentz），德國建築師和普魯士公務員
- 喬治·大衛·里徹茲，德國律師和呂貝克市長

### 4日
- 魯道夫·馮·哈默斯坦，漢諾威將軍

### 5日
- 撒母耳·麥克雷，美國政治家
- 第七代芬德萊特伯爵詹姆斯·奧格威，蘇格蘭貴族、蘇格蘭伯爵和貴族

### 9日
- 菲利波·卡索尼，義大利紅衣主教、名義上的大主教和紅衣主教國務卿

### 10日
- 約翰·路德維希·馮·瓦爾莫登-金伯恩，少將和藝術收藏家

### 11日
- 約翰·康拉德·阿曼，瑞士醫生、博物學家

### 13日
- 約翰·弗里德里希·舒伯特，德國小提琴家和作曲家

### 15日
- 伊娃·梅爾森，芬蘭政治活動家
- 納撒尼爾·丹斯-荷蘭，英國肖像畫家和政治家

### 17日
- 威廉·施耐德，德國作曲家和鋼琴家

### 20日
- 弗朗茨·馮·維特肯，普魯士軍官和Pour le Mérite 的獲得者

### 23日
- 倫納德·邁斯特，瑞士教師、政治家和新教神職人員

### 24日
- 翁樹培，清代學者

### 28日
- 科斯馬斯·施瑪律弗斯，波希米亞奧古斯丁

### 31日
- 安哈爾特-德紹的阿爾伯特·弗雷德里克，安哈爾特-德紹親王
- 克利斯蒂安·戈特希爾夫·薩爾茨曼，教育家

### 日期不詳
- 烏爾里希·賈斯珀·西岑，德國醫生、學者、博物學家、旅行家和東方學家

## 11月

### 2日
- 亞當·莫拉特，德國音樂家

### 8日
- 卡爾·克裡斯托夫·福斯特，牧師和教會詩人
- 雅貝斯·厄普漢姆，美國政治家

### 10日
- 海因里希·戈特利布·澤倫納，德國作家和新教總監督

### 12日
- 尼古拉斯·貝切爾，德國作曲家
- 奧古斯特·維奧蘭，德國作曲家

### 15日
- 約瑟夫·皮格納泰利，西班牙耶穌會士和神父，天主教會的聖人

### 16日
- 約瑟夫·漢密爾頓·大衛斯，美國少校和自衛隊龍騎兵指揮官（印第安那州）

### 18日
- 丹尼爾·路德維希·馮·克魯薩，普魯士少將，第39步兵團團長，波茲南指揮官

### 19日
- 莫裡茨·威廉·馮·德·阿塞堡，普魯士樞密院戰爭委員兼市長

### 20日
- 埃德蒙達·布拉，德國舞臺女演員

### 21日
- 海因里希·冯·克莱斯特，德國作家。[3]
- 亨麗埃特·沃格爾，海因里希·馮·克萊斯特（Heinrich von Kleist）的朋友

### 23日
- 卡爾·弗里德里希·芬特爾曼，夏洛滕堡宮廚房花園中的皇家宮廷園丁

### 26日
- 卡爾·菲力浦·馮·奧斯丁，普魯士步兵將軍

### 27日
- 加斯帕爾·梅爾喬·德·喬韋拉諾斯，西班牙政治家和作家
- 安德魯·梅克爾，蘇格蘭發明家

### 29日
- 恩斯特·威廉·馮·漢密爾頓，普魯士少將

## 12月

### 1日
- 路易士·阿貝爾·貝弗羅伊·德·雷尼，法國劇作家、諷刺詩人和記者

### 2日
- 雅各·馬蒂亞斯·施穆策，奧地利雕刻師

### 4日
- 約翰·弗里德里希·芬克，瑞士雕塑家

### 7日
- 本傑明·齊克斯，德法畫家

### 9日
- 約翰·克利斯蒂安·弗裡德里希·弗萊明，德國管風琴製造商
- 弗里德里希·洛塔爾·馮·斯塔迪翁，佳能和外交官

### 11日
- 路德維希·恩斯特·馮·沃斯，普魯士中將，第11龍騎兵團團長

### 12日
- 戈特利布·托比亞斯·威廉，專門研究自然歷史的德國作家

### 13日
- 威廉·馮·斯塔特海姆，奧匈帝國陸軍元帥中尉

### 16日
- 塞缪尔·丹尼尔，英國畫家

### 18日
- 約翰·戈特利布·林德納，德國教育家、歷史學家和作家

### 20日
- 荷爾斯泰因-貝克的凱薩琳，荷爾斯泰因-貝克公爵彼得·奧古斯特的女兒

### 21日
- 威廉·海因里希·阿道夫·馮·卡爾克羅伊特，普魯士中將
- 約翰·弗里德里克·洛曼（Johanne Friederike Lohmann），德國作家
- 布蘭登堡-施韋特的路易絲，安哈爾特公爵夫人
- 彼得·派克，英國海軍上將

### 23日
- 佩德羅·何塞·布蘭科，西班牙作曲家、管風琴家和豎琴家

### 24日
- 格雷戈里奧·加西亞·德拉奎斯塔，西班牙上尉兼卡斯蒂利亞最高委員會主席

### 25日
- 約瑟夫·安托萬·莫里奧，法國伯爵兼威斯特伐利亞王國戰爭大臣
- 本傑明·武利亞米，英國製表師和天文台錶製造商

### 26日
- 喬治·威廉·史密斯，美國政治家
- 亞伯拉罕·維納布爾，美國政治家

### 27日
- 路德维希·舒伯特，德國作家和普魯士公使館秘書

### 30日
- 喬治·伍德福德·泰勒森，英國政治家